# Blenina squamifera
Blenina squamifera är en fjärilsart som beskrevs av Hans Daniel Johan Wallengren 1860. Blenina squamifera ingår i släktet Blenina och familjen trågspinnare. Inga underarter finns listade i Catalogue of Life.